# Moira Smiley
Pour les articles homonymes, voir Smiley et Smiley (homonymie).
Moira Smiley, née à New Haven (Vermont), est une chanteuse, compositrice, parolière et musicienne américaine.
Elle est décrite comme étant une multi-instrumentiste qui excelle au banjo, à l'accordéon et au piano, en plus d'utiliser les percussions corporelles.
La musique de Smiley a été influencée par les styles folkloriques, le chant shape-note, la chanson classique et le jazz. Smiley a joué et collaboré avec divers artistes, dont Billy Childs, Solas, The Lomax Project de Jayme Stone, le compositeur choral Eric Whitacre, Los Angeles Master Chorale, New World Symphony et tourne souvent avec le groupe indie-pop éclectique Tune-Yards.

## Biographie
Smiley grandit dans une ferme de la campagne de New Haven, dans le Vermont. Adolescente, elle participe au Village Harmony Summer Camp et rejoint l'ensemble de jeunes Village Harmony Vermont. Smiley faisait partie des neuf compositeurs de Village Harmony représentés sur l'enregistrement Endless Light en 1996. Elle étudie le piano et obtient un diplôme en interprétation vocale de musique ancienne à la Jacobs School of Music de l'Université d'Indiana. Après l'université, elle voyage et étudie la musique folklorique et les harmonies à plusieurs voix d'Europe de l'Est (Croatie, Bosnie, Serbie, Bulgarie) ainsi que le chant traditionnel irlandais sean nós,.

## Discographie

### Albums solos
- Unzip The Horizon[13] (2018)
- Rua (2005)

### Avec VOCO
- In Our Voices[14] (2021)
- Laughter Out of Tears[15] (2014)
- Small Worlds (2009)
- Circle, Square, Diamond and Flag (2008)
- Blink (2006)

### Avec VIDA
- Blue Album (2000)
- In Bloom(1999)
- Vida (1997)

### Bandes sonores
- Sacred Ground (2001)
- Changing Woman (2002)